# روب بريتون
روب بريتون هو دراج كندي، ولد في 22 سبتمبر 1984 في ريجاينا في كندا.

## سجل النتائج

### سباقات أو مراحل فاز بها
| التاريخ        | السباق                                                  | المركز                  |
| -------------- | ------------------------------------------------------- | ----------------------- |
| 27 فبراير 2014 | 2014 Vuelta a la Independencia Nacional                 | المركز الثاني           |
| 04 مايو 2014   | طواف غيلا 2014                                          | المركز الثالث           |
| 15 يونيو 2014  | تور دي بوس 2014                                         | المركز الثاني           |
| 03 مايو 2015   | طواف غيلا 2015                                          | الفائز في التصنيف العام |
| 17 مايو 2015   | طواف كاليفورنيا 2015                                    | العاشر في التصنيف العام |
| 09 أغسطس 2015  | طواف يوتا 2015                                          | العاشر في تصنيف الجبال  |
| 23 أغسطس 2015  | يو إس إيه برو تشالنج 2015                               | المركز الثالث           |
| 08 مايو 2016   | طواف غيلا 2016                                          | المركز الثالث           |
| 07 أغسطس 2016  | طواف يوتا 2016                                          | السابع في تصنيف الجبال  |
| 01 يناير 2017  | طواف أمريكا للدراجات 2017                               | المركز الثاني           |
| 01 يناير 2017  | 2017 Canada National Road Cycling Championships Men ITT | المركز الثالث           |
| 06 أغسطس 2017  | طواف يوتا 2017                                          | الفائز في التصنيف العام |
| 01 يناير 2018  | 2018 Canada National Road Cycling Championships Men ITT | المركز الثاني           |
| 22 أبريل 2018  | طواف غيلا 2018                                          | الفائز في التصنيف العام |
| 01 يناير 2019  | 2019 Canada National Road Cycling Championships Men ITT | الفائز في التصنيف العام |

## وصلات خارجية
- روب بريتون على موقع الاتحاد الدولي للدراجات (الإنجليزية)
- روب بريتون على موقع أرشيف الدراجات (الإنجليزية)
- روب بريتون على موقع إحصائيات الدراجات الإحترافية (الإنجليزية)
- روب بريتون على موقع نسبة الدراجات (الإنجليزية)
- روب بريتون على موقع CycleBase (الإنجليزية)